# Zaguietta
Zaguietta este o comună din regiunea Marahoué, Coasta de Fildeș.